# Moara de apă din Naslavcea
Moară de apă este o moară amplasată în Naslavcea, raionul Ocnița, Republica Moldova. Este un monument istoric și arhitectural de importanță națională inclus în Registrul monumentelor Republicii Moldova ocrotite de stat cu nr. 1780 (raionul Ocnița). Datează de la sf. sec. XIX.